# Даррак, Александр
Александр Даррак (фр. Alexandre Darracq; 10 ноября 1855, Бордо — 2 ноября 1931, Монте-Карло) — французский автомобильный инженер и основатель компании Darracq.

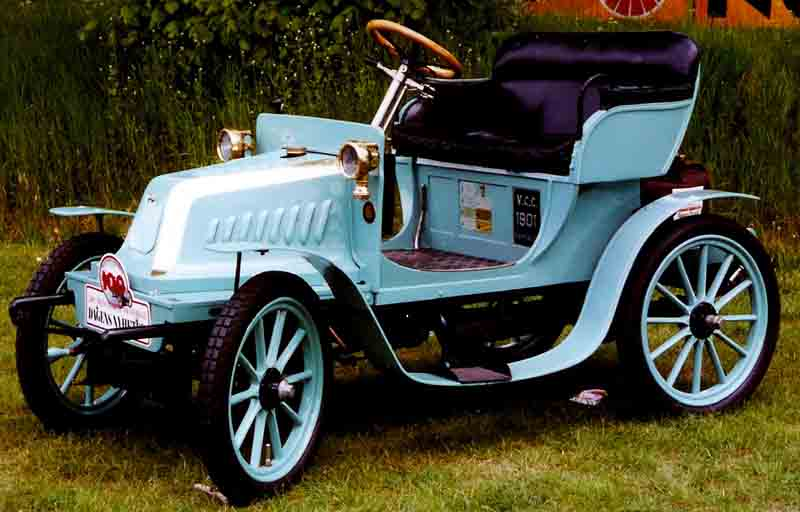
Darracq 6,5 CV (1901)

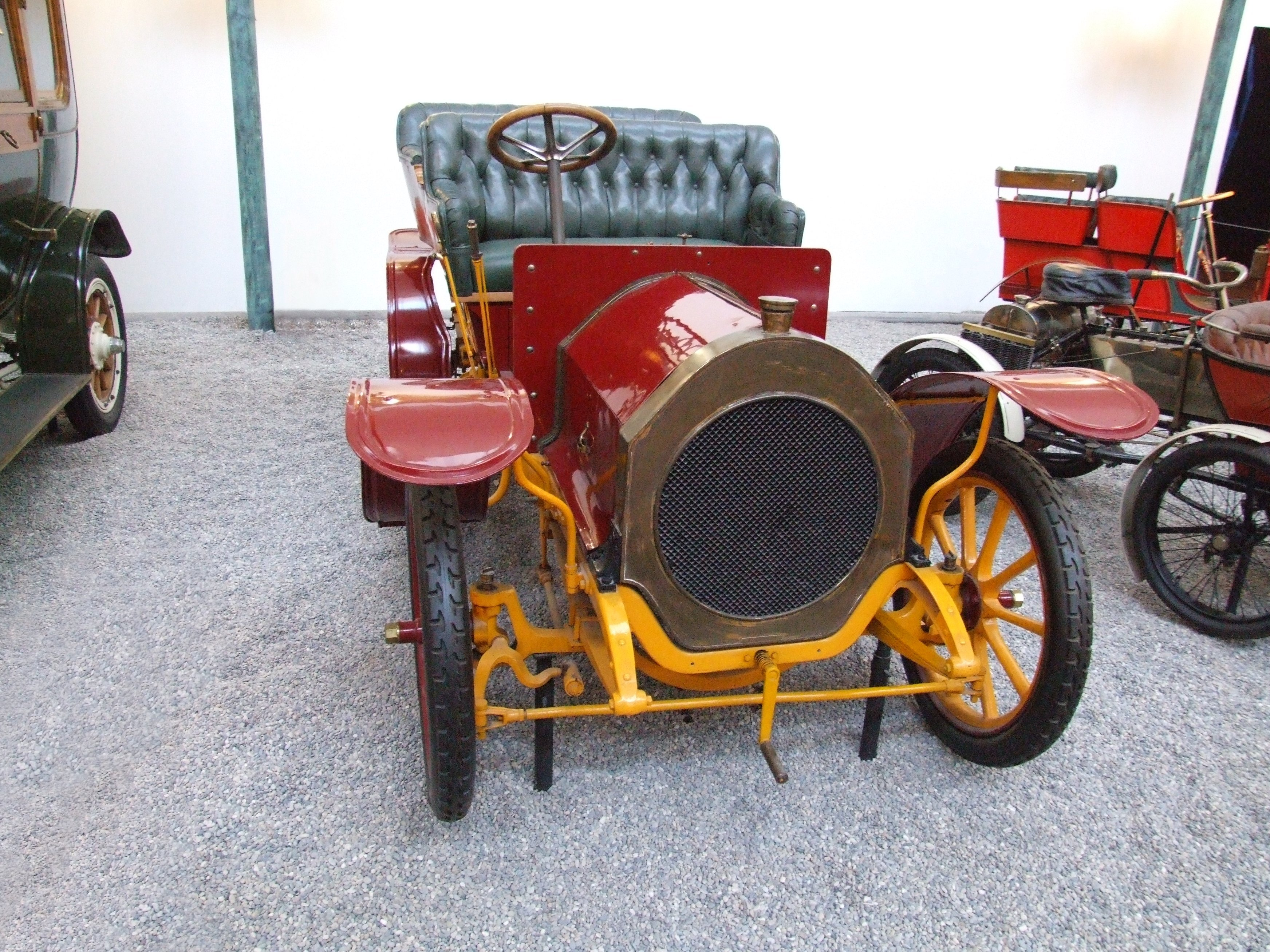
Gladiator Double Phaeton 1907 года, 2 цилиндра, 2423 куб.см, 12 л.с., 45 км/ч, в Музее «Cité de l’Automobile — Musée National — Collection Schlumpf», Мюлуз, Франция

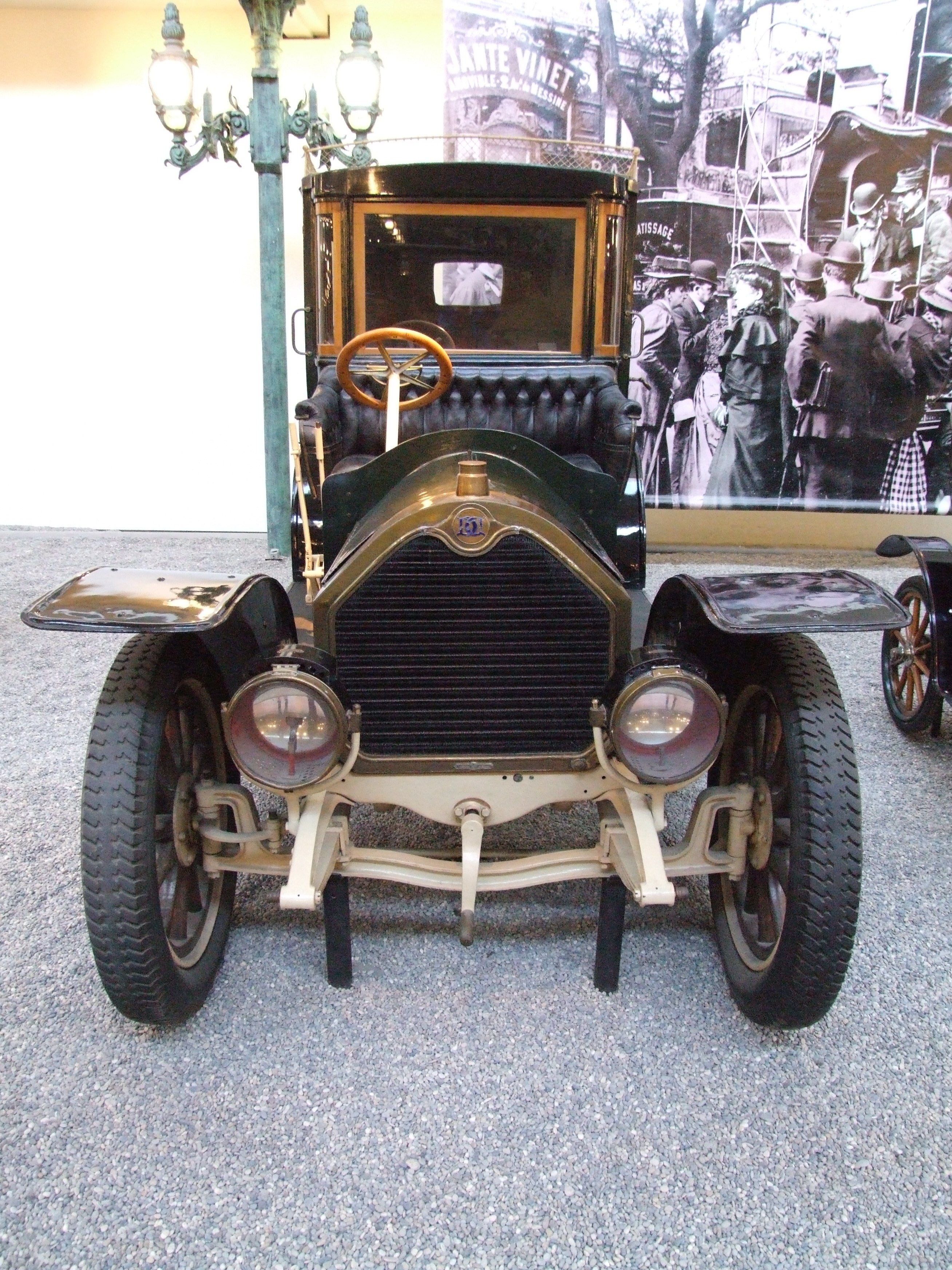
Darracq Coupé Chaffeur SS 20/28 1907 года, 4 цилиндра, 28,5 л.с., 4728 куб.см, 70 км/ч, в музее «Cité de l’Automobile — Musée National — Collection Schlumpf», Мюлуз, Франция

## Биография
Пьер Александр Даррак родился в Бордо во Франции в семье басков. Вначале он обучился и работал на писца-документика на складе в Тарбе в одном из районов Верхних Пиреней. Позже Даррак трудился на заводе Hurtu  по производству швейных машин, где добился большого успеха: в 1889 году на Всемирной Парижской выставке швейная машинка, разработанная Дарраком получила золотую медаль.
В 1891 году основал компанию по производству велосипедов Gladiator Cycle (Gladiator Cycle Company). В 1896 году Даррак продаёт успешную компанию и, получив в результате сделки значительную сумму,за короткое время открывает бизнес по производству электромобилей. Он также проявляет интерес к производству мотоциклов Millet (Millet motorcycle) с ротативными двигателями и в 1894 году приобретает права на производство модели, которое было прекращено после неудачного участия в гонке Париж-Бордо-Париж 1895 года.
Одним из успешных начинаний Даррака стало основание компании Automobiles Darracq S.A. в Сюрене, недалеко от Парижа. Компания стала пионером автомобилестроения по созданию шасси из прессованной стали и использованию машинного труда вместо ручной работы. Несмотря на деятельность в автомобильном бизнесе и получению навыков вождения в июле 1896 года, Александр Даррак не очень любил водить автомобиль и предпочитал чтобы его возили. Главная его цель  
— производить автомобили и делать деньги. 
К 1904 году автомобили Darracq занимали почти 10 % всего рынка автомобилей во Франции. Его компания стала участвовать в автогонках, выиграв несколько крупных гонок, включая Кубок Вандербильта 1905 и 1906 годов в США. Дважды автомобили компании устанавливали рекорды скорости по земле в 1904 и 1905 годах. Гоночные успехи подняли имидж марки Darracq, что стимулировало продажи на территории Англии, а также расширение партнерства и продажу лицензий и капитала посредством выпуска акций Уго Стеллой в Италии, Адамом Опелем в Германии, а также на территории Витории в Стране Басков, Испания.
Компания, которая стала называться Alfa Romeo, первоначально была основана как Società Anonima Italiana Darracq (SAID) в 1906 году как французская автомобильная компания Александра Даррака при помощи итальянских инвестиций.
После выпуска новой модели автомобиля в 1911 году с роторным двигателем инженера Шарли Женрода, Дарракк отходит от дел компании.
В 1913 году он продаёт компанию британскому концерну и начинает заниматься новым бизнесом — запуском казино в Довиле. После Первой мировой войны Даррак решил уйти на пенсию и поселился на Лазурном Берегу, где с помощью бельгийских инвестиций приобрел проблемный люксовый отель Негреско в Ницце.
Даррак умер в 1931 году в своём доме в Монте-Карло. Он был похоронен рядом со своей женой Луизой (1850 —1920) в семейном мавзолее на кладбище Пер-Лашез в Париже.